# Armoiries des îles Féroé
Le blason des îles Féroé  provient d'une chaise du XVe siècle trouvée à Kirkjubøur, village de l'île Streymoy. Autrefois, le symbole du bélier était utilisé comme blason du Løgting et donc celui du tribunal de justice des îles . 
La version actuelle du blason des îles Féroé fut adoptée le 1er avril 2004 ; il est plus ressemblant à celui trouvé à Kirkjubøur que l'ancienne version.
Il est blasonné ainsi : d'azur, au bélier passant d'argent, lampassé de gueules, armé et corné d'or.